# Championnat de République dominicaine de football 2017
Navigation
Saison précédente Saison suivante
La saison 2017 du Championnat de République dominicaine de football est la troisième édition de la Liga Dominicana, le championnat de première division en République dominicaine. Les dix meilleures équipes de l'île sont regroupées au sein d’une poule unique où elles s’affrontent à deux reprises. Les quatre premiers se qualifient pour la phase finale du championnat. Il n'y a ni promotion, ni relégation en fin de saison.
C'est l'Atlántico Fútbol Club qui est sacré cette saison après avoir battu le Club Atlético Pantoja en finale. Il s’agit du tout premier titre de champion de République dominicaine de l’histoire du club.

## Les clubs participants
- Cibao Fútbol Club
- Club Barcelona Atlético
- Bauger Fútbol Club
- Atlántico Fútbol Club
- Moca Fútbol Club
- Club Atlético Pantoja
- Delfines del Este
- Atlético Vega Real
- Atlético San Cristóbal
- Universidad Organización y Métodos

## Compétition
Le barème utilisé pour établir le classement est le suivant :
- Victoire : 3 points
- Match nul : 1 point
- Défaite : 0 point

### Saison régulière
| Rang | Équipe                             | Pts | J  | G  | N | P  | Bp | Bc | Diff |
| ---- | ---------------------------------- | --- | -- | -- | - | -- | -- | -- | ---- |
| 1    | Cibao Fútbol ClubCC                | 37  | 18 | 11 | 4 | 3  | 34 | 17 | +17  |
| 2    | Club Atlético Pantoja              | 37  | 18 | 12 | 1 | 5  | 34 | 16 | +18  |
| 3    | Club Barcelona AtléticoT           | 32  | 18 | 9  | 5 | 4  | 21 | 16 | +5   |
| 4    | Atlántico Fútbol Club              | 31  | 18 | 9  | 4 | 5  | 22 | 15 | +7   |
| 5    | Moca Fútbol Club                   | 31  | 18 | 9  | 4 | 5  | 25 | 15 | +10  |
| 6    | Atlético San Cristóbal             | 25  | 18 | 7  | 4 | 7  | 23 | 24 | -1   |
| 7    | Atlético Vega Real                 | 20  | 18 | 5  | 5 | 8  | 19 | 17 | +2   |
| 8    | Bauger Fútbol Club                 | 20  | 18 | 6  | 2 | 10 | 22 | 24 | -2   |
| 9    | Universidad Organización y Métodos | 19  | 18 | 6  | 1 | 11 | 20 | 30 | -10  |
| 10   | Delfines del Este                  | 2   | 18 | 0  | 2 | 16 | 11 | 57 | -46  |

|  | Qualification pour la Ligue des champions de la CONCACAF 2018    |
|  | Qualification pour les demi-finales du championnat               |
|  | CC : Vainqueur du CFU Club Championship 2017 T : Tenant du titre |

### Demi-finales
| Équipe 1                | Résultat        | Équipe 2              | Aller | Retour |
| ----------------------- | --------------- | --------------------- | ----- | ------ |
| Atlántico Fútbol Club   | 0 - 0 (tab 4-2) | Cibao Fútbol Club     | 0 - 0 | 0 - 0  |
| Club Barcelona Atlético | 1 - 5           | Club Atlético Pantoja | 1 - 3 | 0 - 2  |

- Les deux clubs finalistes se qualifient automatiquement pour la CFU Club Championship 2018.

### Finale nationale
| 27 août 2017 | Club Atlético Pantoja | 1 - 1 | Atlántico Fútbol Club | Stade olympique Félix-Sánchez, Saint-Domingue |  |
|              |                       |       |                       |                                               |  |
|              | Tirs au but 3-4       |       |                       |                                               |  |

## Bilan de la saison
| Championnat de République dominicaine de football 2017 |                                                                         |
| Champion                                               | Atlántico Fútbol Club (1er titre)                                       |
| Coupes et trophées                                     |                                                                         |
| Vainqueur de la Coupe de République dominicaine 2017   | Non disputée                                                            |
| Qualifications continentales                           |                                                                         |
| Ligue des champions de la CONCACAF 2018                | Cibao Fútbol Club (en tant que vainqueur du CFU Club Championship 2017) |
| CFU Club Championship 2018                             | Atlántico Fútbol Club                                                   |
| CFU Club Championship 2018                             | Club Atlético Pantoja                                                   |
| Promotions et relégations                              |                                                                         |
| Promus en Liga Dominicana                              | Aucun                                                                   |
| Relégués                                               | Aucun                                                                   |